# Myrmecina brevicornis
Myrmecina brevicornis är en myrart som beskrevs av Carlo Emery 1897. Myrmecina brevicornis ingår i släktet Myrmecina och familjen myror. Inga underarter finns listade i Catalogue of Life.